# 台湾地蜥
台湾草蜥（学名：Takydromus kuehnei），又名臺灣地蜥，为蜥蜴科草蜥属的爬行动物。分布于台湾以及中国大陆的广东、广西、海南等地，生活习性为地栖或树栖。其生存的海拔上限为1000米。该物种的模式产地在台湾關子嶺。
台湾草蜥曾经归入地蜥属，名为台湾地蜥（Platyplacopus kuehnei）。

## 描述
體長最大不超過6公分，尾長大約體長之2倍。下頜具4對頦片，與梭德氏草蜥同為四對，台灣其餘草蜥皆三對。背部顏色以褐色為主，腹面為白色，身體兩側由鼻端開始，橫越眼睛有1黑色縱帶，延伸至尾巴基部，其上並常夾雜許多圓形金黃色斑，體背亦常有2條深色的縱條紋。有三到五對鼠蹊孔，此點與其他草蜥之一至二對鼠蹊孔不同。腳趾末節稍長，略呈側扁。

## 棲地
在台灣分布於全島低海拔的山區及平地，可在草叢、石堆與森林邊緣發現其蹤跡。

## 習性
日行性，以昆蟲及小型節肢動物為為食。卵生，有1次生1顆卵的記錄，擅攀爬，常停棲在低矮的草叢、大石塊上曬太陽, 亦可在樹冠層活動。

## 保护
本种于2023年被收录入《有重要生态、科学、社会价值的陆生野生动物名录》。